# 林愛作

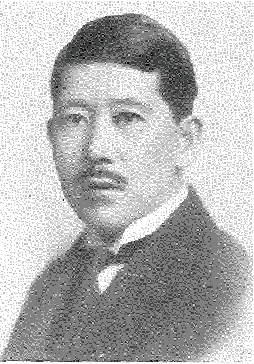
林愛作

林 愛作（はやし あいさく、1873年（明治6年）10月12日 - 1951年（昭和26年）2月10日）は、明治末から昭和前期のホテル支配人。帝国ホテルと甲子園ホテルで支配人を務めた。

## 来歴
群馬県山田郡下小林村（現在の太田市）の出身。父親が事業に失敗し破産したため11歳で上京し、神奈川県の横浜で親戚が営んでいたタバコ卸の下働きを通じて米国人キリスト教宣教師を知り、19歳で単身渡米して様々な仕事に就く。サンフランシスコの日本雑貨店「シバタ」で働きながら学び、店で知り合った米国女性の推薦と支援でマウントハーモンスクールに入学し、聖書と英語、ビジネスを学んだ。同校卒業後の1900年、ニューヨーク山中商会に入社し、東洋美術を扱う美術商としてニューヨークの社交界にも繋がりを持ち、フランク・ロイド・ライトやフェノロサとも知り合った。欧州、中国を回って1909年に帰国。
1909年、渋沢栄一の依頼で帝国ホテル初の日本人支配人に着任。業績の悪化していたホテルの経営を、設備投資と進取的アイデアで立て直して利益を上げた。ホテル以外でも、ジャパン・ツーリスト・ビューロー、東京ゴルフ倶楽部、桜の愛護団体「櫻の會」、東京中央卸売市場（青果物）、群馬県育英会などの設立や、体育協会のオリンピック招致運動にも関わった。
帝国ホテル新館設立にあたり、山中商会時代の顧客で面識のあったフランク・ロイド・ライトに設計を打診し、1916年に正式にライトと契約を結ぶ。1922年4月、新館に隣接する初代帝国ホテルの火災により総支配人を引責辞任した。
1930年に甲子園ホテルを計画、支配人となる。太平洋戦争中は香港ホテルの支配人などを務めた。
墓所は神奈川県鎌倉市の光則寺。

## 生涯
- 1873年（明治6年）：群馬県に生まれる。父は村長を務める地元の名士であったが、破産により一家離散。11歳頃に東京に出て、母方の叔父が営むタバコ卸で働く。
- 1890年（明治23年）頃：横浜に出て働きながら旅費をためる。
- 1892年（明治25年）頃：貨物船で米国へ渡り[5]、サンフランシスコの教会やハイスクールで学ぶ。
- 1897年（明治30年）頃：ニューヨークに出て、美術商の山中商会に入社。ニューヨーク社交界で日本の美術品を紹介する中で、フランク・ロイド・ライトと出会う。
- 1908年（明治41年）9月：日本のお雇い外国人であったアーネスト・フェノロサが英国ロンドンで客死すると、仏教徒だった彼の遺骨を日本の寺に埋葬するため尽力。この頃、業績が悪化した帝国ホテルを立て直すため渋沢栄一、大倉喜八郎らが新支配人が探しており、林愛作に白羽の矢がたつ[5]。
- 1909年（明治42年）8月18日：支配人として着任。帝国ホテル支配人としては7代目、日本人の帝国ホテル支配人としては3人目の支配人となる。設備投資や室内装飾の改善に着手。
- 1910年（明治43年）：ホテルの伝票を刷新して経理状況を明確にする一方、築地の支店を廃止する。ビリヤード室や大宴会場を改修、ホテル内郵便局の設置、従業員のための共済会を設立、外国人観光客向け日本紹介雑誌を帝国ホテルで発行、広告の強化などを行う。
- 1911年（明治44年）：レストランで提供するパンをホテル内の厨房で焼くためのかまどを設置。ホテル内で洗濯を行うため自営ランドリーを設置。長男正一が誕生。
- 1911年～1912年（明治44年～明治45年／大正元年）：この頃から帝国ホテル新館の設立の計画を具体的に始め、下田菊太郎へ新館の設計依頼をする。
- 1912年（明治45年／大正元年）：ジャパン・ツーリスト・ビューロー（日本交通公社、JTBの前身）の理事に就任。二男慶二郞が誕生。
- 1913年（大正2年）：下田菊太郎への新館設計を有耶無耶にし、フランク・ロイド・ライトへの依頼を具体化。父の千代吉が死去し、家督を相続。
- 1914年（大正3年）：東京ゴルフ倶楽部を設立、理事に就任。三男小三郞が誕生。
- 1915年（大正4年）：醤油を使った料理についてシェフの内海藤太郎と意見が対立し、内海は辞職。長女喜代が誕生。
- 1916年（大正5年）：米国シカゴでライトと新館設計の契約書を交わす。
- 1917年（大正6年）：ライトにより林愛作邸（朋来居）が設計、竣工する。日本の桜について勉強する「桜の会」を発足させ、理事に就任。フェノロサ『東亜美術史綱』発行に際して刊行費用をすべて負担。二女悦子が誕生。
- 1918年（大正7年）：帝国ホテルの新館用地取得のめどが立ち、着工。
- 1919年（大正8年）：小田原ホテルを計画するが途中で頓挫となる。帝国ホテル別館（1906年建設）が火事で全焼。
- 1920年（大正9年）：ライトの設計により帝国ホテル別館が建設される。新館（ライト館）の工事が開始される。四男陸郞誕生。
- 1921年（大正10年）：新館（ライト館）の予算・工期が大幅にオーバーして窮地に立たされるが、ライトを擁護し続ける。
- 1922年（大正11年）4月16日：帝国ホテル初代館が失火により全焼。隣接する工事中の新館（ライト館）は無事。4月20日重役会で支配人を辞職[6]。五男七郞が誕生。
- 1926年（大正15年／昭和元年）：英国の桜研究者コリングウッド・イングラムの来日案内をする。三女保子が誕生。
- 1927年（昭和2年）：帝国ホテルが東京会館の経営を引き継ぐことになり、弟・林英策が東京会館支配人になる。この頃から、阪神電鉄など関西の実業家に呼ばれて甲子園ホテルの計画を始める。甲子園ホテルの設計をライトの弟子・遠藤新へ依頼。
- 1930年（昭和5年）：甲子園ホテルが竣工し、支配人に就任[7]。
- 1931年（昭和6年）：甲子園ホテル支配人を辞任。
- 1932年（昭和7年）：商店「朋来舎」を立ち上げる。
- 1942年（昭和17年）：日本軍占領下の香港に渡り、香港ホテルの支配人となる。
- 1946年（昭和21年）：米国のライトに手紙を出し、何度かやりとりをする。
- 1947年（昭和22年）：敗戦後の日本の状況を知ったライトから、マッカーサー経由で手紙と250ドルの小切手が贈られる。[8]
- 1951年（昭和26年）2月10日：死去。享年78才。

## 家族
- 父・林千代吉：生糸の取引をしていたが、相場で失敗をした。愛作の母である妻サキと離婚し、愛作幼少期に別の女性と再婚した[3]。
- 妻・タカ（1890年生）：元熊本藩士で、土木建設「長濱組」創業者・長濱佐一郎の娘。1910年に17歳上の愛作と結婚。
- 長女・喜代子：東京女高師附属高女出身で、笠島和介の妻[9]。和介は昭和電線重役・笠島勝次郎の子。夫和介の没後、舅の勝次郎が金目的の殺人事件に遭って死亡し、犯人が職務中を装った非番の警察官であったことから、国家賠償法適用を巡って裁判となり、喜代子も亡き夫の代理として笠島家とともに裁判に関わった[10]。夫の兄・小倉重勝は東京芝浦電気専務で、妻は団琢磨の孫。
- 五男・林七郎（1922年-2000年）：慶応義塾大学予科時代の友人に守安祥太郎がおり、由利淳三郎とともにピアノ仲間だった。学徒動員から神風特攻隊員となり、特攻を待つ間に近くの小学校で、師範学校出の航空隊仲間と二人でピアノを弾き、それがのちに映画『月光の夏』のモデルになったという[11]。のち渡米し、ニューヨークで紙製品会社を経営した[11]。3人の子供とノルウェー人の再婚相手とでスタテン島で暮らした[12]。
- 義弟・三輪虎寿：妹トシの夫。東京都立農産高等学校初代校長。

## 旧林愛作邸
東京都世田谷区駒沢の駒沢オリンピック公園北側に、木造平屋建（地下室付き）の旧林愛作邸が現存している。フランク・ロイド・ライトが1917年（大正6年）に設計し、翌年頃に完成した。完成時、所在地は東京府駒沢村で、東京ゴルフ倶楽部に隣接する1万坪に建て、「朋来居」と名付けた。愛作一家は普段は帝国ホテルに住み、週末をこの自邸で過ごした。その一部は1950年（昭和25年）から電通が所有し、「八星苑」として保存された。2021年（令和3年）から住友不動産が所有しており、世田谷区役所は同社に働きかけて保存をめざしている。